# Vierset-Barse
Vierset-Barse is een plaats in de Belgische provincie Luik en een deelgemeente van Modave. Vierset-Barse ligt vier kilometer ten noorden van het centrum van Modave. De deelgemeente bestaat uit de dorpen Vierset en Barse, dat langs de Hoyoux gelegen is. De deelgemeente omvat ook nog enkele gehuchten, waaronder Limet en Romont.

## Geschiedenis
Op het eind van het ancien régime werden Vierset en Barse beide een gemeente. In 1822 werd beide gemeente samengevoegd in de nieuwe gemeente Vierset-Barse.
Bij de gemeentelijke herindeling van 1977 werd Vierset-Barse een deelgemeente van Modave. Een klein stukje grondgebied in het noorden werd overgeheveld naar Tihange in de gemeente Hoei.

## Demografische ontwikkeling
- Bronnen:NIS, Opm:1831 tot en met 1970=volkstellingen, 1976= inwoneraantal op 31 december

Deelgemeenten: Modave · Outrelouxhe · Strée · Vierset-Barse

Overige dorpen en gehuchten: Barse · Les Communes de Strée · Les Gottes · Limet · Linchet · Petit-Modave · Pont-de-Bonne · Rawsa · Romont · Saint-Jean-Sart · Vierset

Belgische gemeenten · arrondissement Hoei · provincie Luik · Wallonië